# Șeușa, Alba
Șeușa (în maghiară Sospatak, în germană Salzbach) este un sat în comuna Ciugud din județul Alba, Transilvania, România.

## Generalități
Tip localitate: sat
Populație: 854 locuitori
Zona: Podișul Secașelor
Dealuri: Dealul Dăii
Ape: Mureș, pârâul Șeușița (sin. pârâul Socilor)

## Date geologice
În perimetrul satului există un zăcământ de bentonit. Exploatarea acestuia s-a desfășurat între anii 1983-2000, ca filială a întreprinderii Salina Ocna Mureș. Zăcământul se află în locul numit „La cărarea morii“, la cca 3,5 km sud-est de sat, pe drumul ce leagă Șeușa de Daia Română, pe malul stâng al pârâului Șeușița (numit și pârâul Socilor). Lucrările efectuate în cadrul carierei au distrus peste 80% din situl arheologic neolitic cod LMI AB-I-s-B-00025.

## Obiectiv arheologic
Situl arheologic neolitic „La cariera de bentonit“ cod LMI AB-I-s-B-00025, cod RAN 1080.02.01, se află în curs de cercetare.

## Personalități
- Virgil Hațegan (1879 - 1954),  deputat în Marea Adunare Națională de la Alba Iulia 1918